# Pahomije
Sveti Pahomije ((lat.) Pachomius; Sne, danas Isna, Gornji Egipat, oko 287. – Tabenisi, 9. svibnja 347.) bio je egipatski monah, opat i utemeljitelj cenobitskog monaštva.

## Životopis
Pahomije je rođen u egipatskoj nekršćanskoj obitelji. Kad mu je bilo 20 godina, prisilno je unovačen u carsku vojsku. Za vrijeme službe susreo se s kršćanstvom. Oko 314. godine napušta vojsku, krsti se i povlači u osamu. Pridružuje se pustinjaku Palamonu i provodi vrijeme u molitvi, postu i ručnom radu (pletenju košara).
Jednoga dana, za vrijeme molitve kraj Tabenisija na Nilu, došla mu je Božja poruka da na tom mjestu osnuje samostan. Godine 323. tako je podignut prvi samostan u povijesti kršćanstva. Pahomije je sastavio i Pravilo za prvu zajednicu. Pridružio mu se i rođeni brat Ivan, te mnogi egipatski seljaci. Pahomije je kasnije utemeljio još osam muških te dva ženska samostana. 
Kao ideal zajedništva Pahomiju je poslužio način života prve kršćanske zajednice u Jeruzalemu. Ulogu starješine u redovničkoj zajednici Pahomije je shvaćao kao služenje i prosvjedovao bi ako bi mu se kao poglavaru htjelo dati neki povlašteni položaj. Trudio se u svemu biti jednak ostaloj subraći. Njegove samostane posjećivao je i Atanazije, aleksandrijski patrijarh. Pahomije je preminuo 9. svibnja 347. godine.

## Vanjske poveznice
- St. Pachomius, Catholic Encyclopedia, www.newadvent.org (engl.)
- The St Pachomius Library, www.voskrese.info (engl.)